# It's a New Day (canção de James Brown)
"It's a New Day" é uma canção funk escrita e cantada por James Brown. Lançada como single em 1970, alcançou o número 3 da parada R&B e número 32 da parada Pop.
Apresentações ao vivo da canção aparecem nos álbuns Revolution of the Mind: Live at the Apollo, Volume III (1971) e Love Power Peace (1992; gravado em 1971).